# 聖契神学校
聖契神学校（せいけいしんがっこう、英語: Covenant Seminary）は、東京都目黒区中目黒にある日本聖契キリスト教団の神学校。カベナント教会の流れをくむが、超教派で神学生を受け入れている。創立1952年、理事会：落合弘倫（理事長）、大友茂行、木暮達也、ジム・ピーターソン、風間亮太。校長：関野祐二。東京都認可各種学校である。
日本福音主義神学校協議会加盟校、日本福音同盟（JEA）協力会員、アジア神学協議会（ATA）準加盟校。

## 特色
- 教職者（専門科卒業）から信徒奉仕者（基礎科卒業）までの育成
- 卒業生・教職者の継続教育にも対応（リフレッシュ聴講制度あり）
- 多様なライフスタイルに対応可能な昼夜間交替制
- 自分のペースで１科目からでも学べる単位制
- 遠隔地からも学べる、双方向・リアルタイムのオンライン授業＋スクーリング(対面授業）
- 教師は現役の牧会者
- キリスト教教育の専門的学びも可能

## 学校関係者

### 教師

#### 現職
- 赤星典徳
- 飯田仰

- 落合弘倫
- 河村依彦
- 杉本玲子
- 関野祐二（校長）
- 中山信児
- 本多公久
- ジム・ピーターソン
- 松原智
- 松本雅弘
- 丸山悟司
- 山口希生
- 山﨑ランサム和彦
- 吉川直美

#### 元職
- 泉田昭
- 大山武俊（元校長）
- 小川国光
- 佐竹十喜雄
- 村瀬俊夫
- 小山田格
- 勝本正實

### 卒業生
- 伊藤淑美
- 中澤啓介

## 施設

### キャンパス
- 交通アクセス：東急東横線「祐天寺」駅下車、徒歩13分 　　　　　　　 JR山手線「目黒」駅西口下車　東急バス目黒06系統「三軒茶屋」行き「自然園下」下車徒歩５分